# Isidore de Séville
Saint Isidore de Séville (en latin : Isidorus Hispalensis), né entre 560 et 570 à Carthagène et mort le 4 avril 636, est un ecclésiastique du VIIe siècle, évêque d'Hispalis (Séville), une des principales villes du royaume wisigothique d'Espagne entre 601 et 636.
Il vient d'une famille influente (son frère, Léandre, ami du pape Saint Grégoire le Grand le précède à l'épiscopat de Séville) qui contribue largement à convertir les Wisigoths, majoritairement ariens, au christianisme trinitaire. Son épiscopat fut marqué par de dures luttes contre le judaïsme et des conversions forcées.
Il est également connu pour ses œuvres littéraires abordant des domaines variés, de l'Écriture sainte à la grammaire, en passant par la théologie, la cosmologie et l'histoire ; il est appelé pour cela par Charles de Montalembert « le dernier maître de l'ancien monde ». Il est notamment célèbre pour son œuvre majeure Etymologiae, encyclopédie en vingt livres rédigée vers la fin de sa vie qui fait redécouvrir la pensée d'Aristote au monde occidental. Il est fêté le 4 avril.

## Biographie

### Jeunesse
Isidore est issu d'une famille notable hispano-romaine. En 552, quelques années avant sa naissance, Carthago Nova (Carthagène) est occupée par les troupes de l'empereur byzantin Justinien. Ses parents s'enfuirent avec leurs deux premiers enfants, Léandre et Florentine, pour s'installer à Séville où naquirent plus tard deux autres enfants, Fulgence et Isidore, né après 560. À cette époque Séville fait partie du royaume wisigoth de Tolède ; le christianisme trinitaire y coexiste avec le christianisme arien, favorisé par le roi Léovigild.
À la mort de leur père, Léandre, désormais abbé du monastère de Séville, devient le tuteur de son jeune frère Isidore. En 576, Léandre devient archevêque de la Bétique, parvient à convertir le nouveau roi Récarède Ier et préside avec lui le IIIe concile de Tolède, le 8 mai 589, au cours duquel la conversion du roi wisigoth au catholicisme est rendue officielle.
Sous l'impulsion de Léandre, Séville devient un centre culturel particulièrement brillant, et la bibliothèque épiscopale, enrichie de nombreux manuscrits apportés de Rome et de Constantinople auxquels s'ajoutent ceux apportés par les chrétiens réfugiés d'Afrique, permet l'accès à de nombreuses œuvres, tant sacrées que profanes. Isidore reçoit ainsi une instruction très complète.

### Évêque de Séville

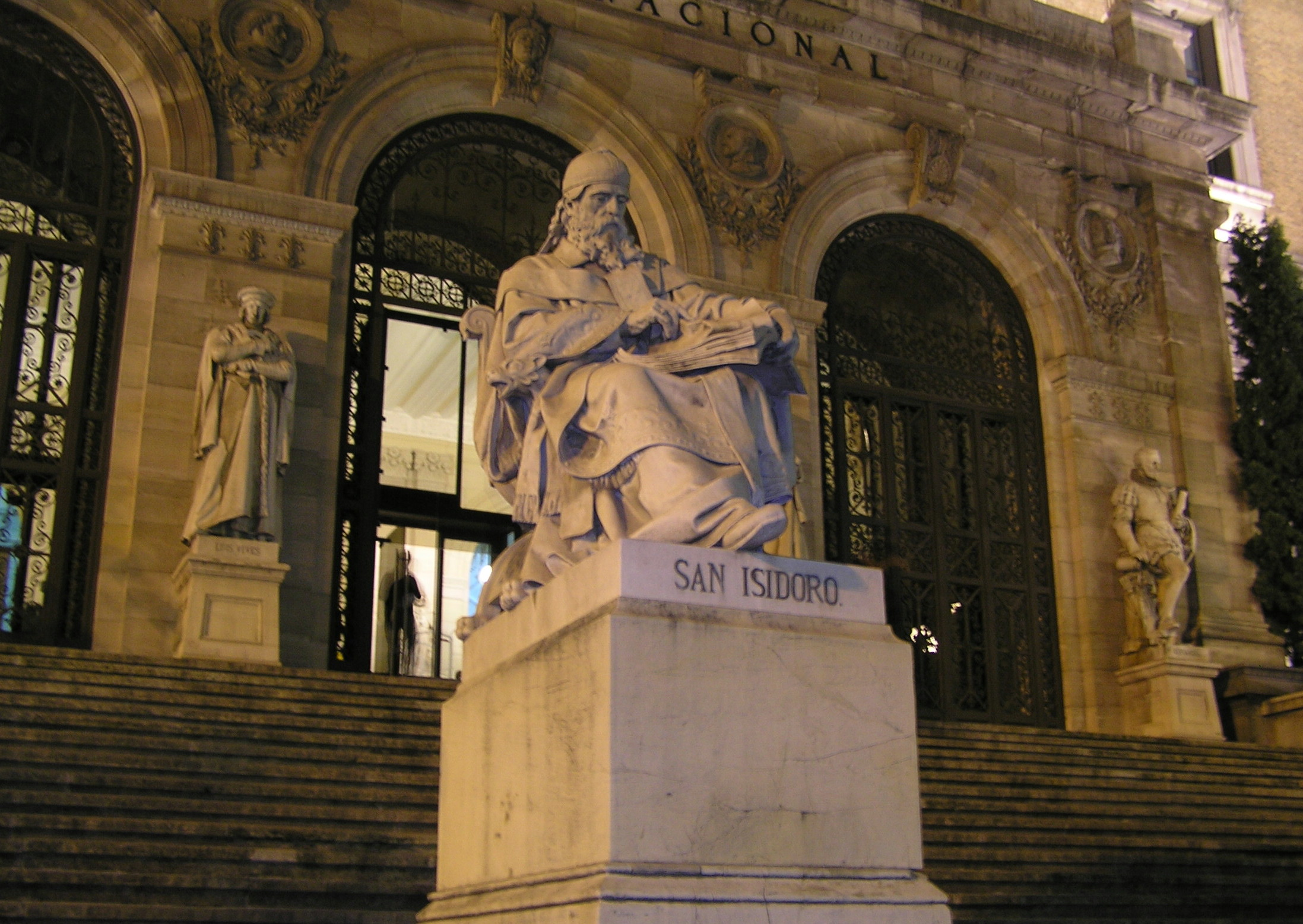
Statue en marbre blanc d'Isidore de Séville, sur les marches de la bibliothèque nationale d'Espagne, à Madrid.

À la mort de Léandre en 601, le clergé local respecte le souhait de ce dernier en élisant Isidore à la dignité épiscopale.
Isidore est proche des souverains wisigoths catholiques, surtout à partir de l'avènement de Sisebut en 612. C'est à la demande de ce dernier qu’il entame la rédaction du Traité de la Nature.
Havre de paix dans l'Occident de cette fin du VIe siècle, l'Espagne devient le conservatoire de la culture antique ; la bibliothèque sévillane en est alors le centre le plus brillant. Tout en accordant une priorité aux grands écrivains chrétiens du IVe au VIe siècle, tels Augustin, Cassiodore, Grégoire le Grand — ce dernier fut l’ami personnel de son frère Léandre — Isidore tente d’assumer cet immense héritage dans toute sa diversité.
C’est pourquoi il est parfois associé aux Pères de l'Église les plus anciens : Tertullien, Cyprien de Carthage, Hilaire de Poitiers ou Ambroise de Milan.
Pendant son ministère, il a le souci constant de la formation et de l'éducation des clercs et institue les écoles épiscopales sévillanes. Puisant dans la très riche bibliothèque de Séville et s'appuyant sur une équipe importante de copistes, il compile une somme énorme de connaissances visant à doter la nouvelle église catholique de solides fondations intellectuelles. Il rédige plusieurs traités théologiques à cet effet.
Avec le coup d'arrêt de la reconquête byzantine du sud de l'Hispanie, Isidore célèbre en Swinthila « le premier monarque à régner sur l’Espagne tout entière » après en avoir chassé les derniers occupants, et au IVe concile de Tolède, tenu probablement en 633, il rassemble, par sa formule « rex, gens, patria » (un roi, un peuple, une patrie), les Hispano-Romains et les Wisigoths dans une seule et même nation, référence de la future Reconquista. Isidore définit la qualité royale par des vertus, essentiellement la iustitia et la pietas (bonté, miséricorde). Les rois, avant de « rendre des comptes à Dieu pour l'Église que le Christ a remis à leur défense », doivent rendre des comptes aux évêques, qui peuvent les déclarer incapables. Les mauvais rois sont des tyrans qui peuvent être renversés, et les évêques peuvent excommunier ceux qui ont enfreint les lois, y compris les lois civiles : « Reges a recte agendo vocati sunt, ideoque recte faciendo regis nomen tenetur, peccando amittitur : le mot « roi » provient « d'agir droitement », c'est pourquoi ce nom est conservé s'il agit droitement, perdu s'il faute ». Ainsi, de même que les évêques s'appuient sur la monarchie, le souverain tend à s'appuyer sur l'Église, garante de la fidélité et de l'obéissance de ses sujets : ces principes, qui placent les évêques sous l'autorité du roi et le roi à la disposition des évêques, seront repris par la monarchie carolingienne.

### Situation des Juifs, en Espagne, à l'époque d'Isidore

Isidore de Séville présentant sa Défense de la foi catholique contre les Juifs à sa sœur Florentine, vers 800. BNF, Lat.13396, f.1v.

Les premières mesures envers les juifs commencèrent en Espagne avant Isidore : c'est à l'époque où Léandre était archevêque que le IIIe concile de Tolède interdit les mariages entre juifs et chrétiens ; il interdit également aux juifs la magistrature, et la possession d'esclaves chrétiens. Ces mesures semblent avoir été peu appliquées, et ne furent pas réitérées par les successeurs de Récarède.
Mais en 613, le roi Sisebut (612-621) qui se veut le modèle du roi catholique, renouvelle et aggrave les édits de Récarède : après avoir interdit aux juifs toute possession d'esclave chrétien et tout mariage mixte, il impose le baptême des enfants nés de mariages mixtes entre juifs et chrétiens. Tout prosélytisme juif est puni de mort et il les oblige finalement à se convertir ou à quitter le royaume. Une partie quitte la péninsule tandis que d'autres se convertissent, souvent seulement pour la forme.
Isidore rédige à cette époque De fide catholica contra Judeos, traité d’apologie qui part des écritures juives pour démontrer la véracité du christianisme ; l'œuvre eut un grand succès et servit longtemps de base à des sermons.
Si Isidore éprouve des réticences face aux conversions forcées, il n'en fait état qu'après la mort de Sisebut. La situation des Juifs s'améliora un peu sous Swinthila (621-631), qui permit aux exilés partis en Gaule de regagner l'Espagne,.
L'abandon de la politique de conversion forcée est entériné par le IVe concile de Tolède qui se réunit le 5 décembre 633 sous le règne de Sisenand et est présidé par Isidore de Séville. Mais ce concile dut aussi statuer sur le cas des juifs qui avaient reçu le baptême lors de cette persécution et qui continuaient à pratiquer les rites juifs. Il est décrété qu'« il convient de les contraindre à observer la foi qu'ils ont reçue par la force ou la nécessité » afin de ne pas rabaisser la foi chrétienne. Les enfants des juifs convertis sont retirés à leur famille pour leur éviter l’influence de leurs parents.

## Son œuvre

### Les Étymologies

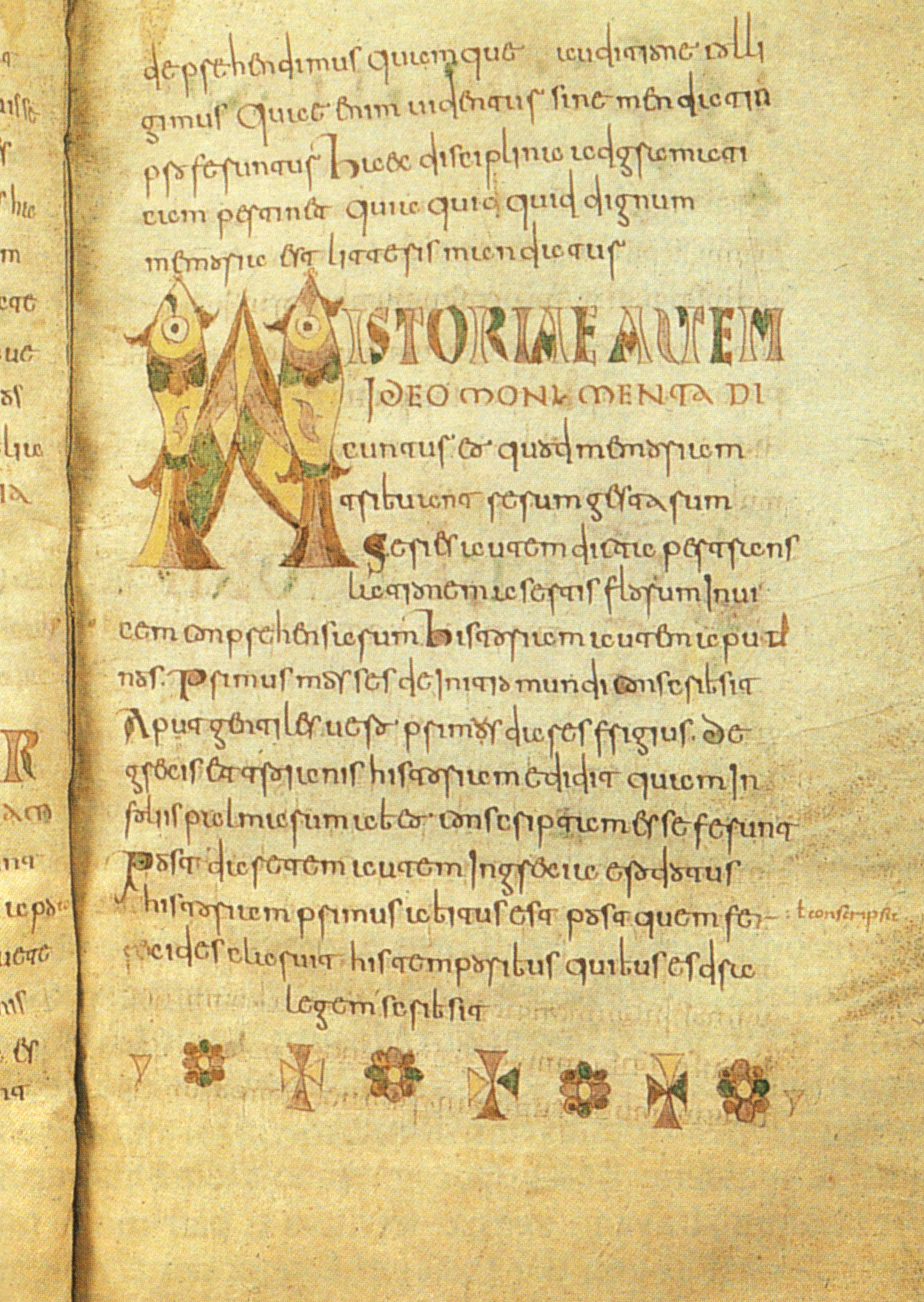
Manuscrit MS4856 des Étymologies d'Isidore de Séville en écriture onciale (fin du VIIIe siècle, Bibl. Royale Albert Ier, Bruxelles).

Son œuvre majeure est Étymologies (Etymologiæ) constituée de vingt livres, qui propose une analyse étymologique des mots divisée en 448 chapitres. Par cette œuvre, il essaie de rendre compte de l'ensemble du savoir antique et de transmettre à ses lecteurs une culture classique en voie de disparition. Son livre a une immense renommée et connaît plus de dix éditions entre 1470 et 1530, illustration d'une popularité continue jusqu'à la Renaissance. Sa méthode étymologique est un peu déconcertante : il explique un mot par des termes phonétiquement proches (Rex a recte agendo - on appelle « roi » celui qui agit droitement ; il associe numisma « pièce de monnaie » à nomen « nom » sous pretexte que sur les pièces est inscrit le nom du souverain). La plupart de ces étymologies, dont se sont moqués bien des savants depuis la Renaissance, veulent imprimer les mots facilement dans l'esprit du lecteur.
Il contribue à la survivance durant le Moyen Âge de nombreuses œuvres antiques par sa technique de citation. C'est l'organisation particulière de ce livre, indexée par première, puis deuxième lettre (début d'une classification arborescente par lettres) qui lui vaudra d'être au XXe siècle nommé par le Vatican saint patron des informaticiens. Il joue un rôle considérable dans la constitution du bestiaire médiéval, notamment par le livre XI des Étymologies : De homine et portentis (L'homme et les monstres).

### De fide catholica contra Judeos
Dans son ouvrage De fide catholica contra Judeos, traité d’apologie chrétienne, écrit pour sa sœur Florentine, abbesse d’un couvent proche de Séville (où peut-être sont élevés les enfants juifs convertis de force), Isidore, qui ne peut attaquer la Bible, s’en prend aux textes écrits pendant la Diaspora, avec le refus du christianisme : l’« apocalypse syriaque », les livres de Baruch, d’Esdras, des œuvres orientales des IVe – Ve siècle très répandues dans le monde juif. Il n’admet aucune célébration de fête juive, il refuse le shabbat ; toutes ces cérémonies doivent être remplacées par les fêtes chrétiennes (Noël, Pâques) et la messe dominicale. Cependant, il ne demande pas la persécution des Juifs.

### Autres œuvres

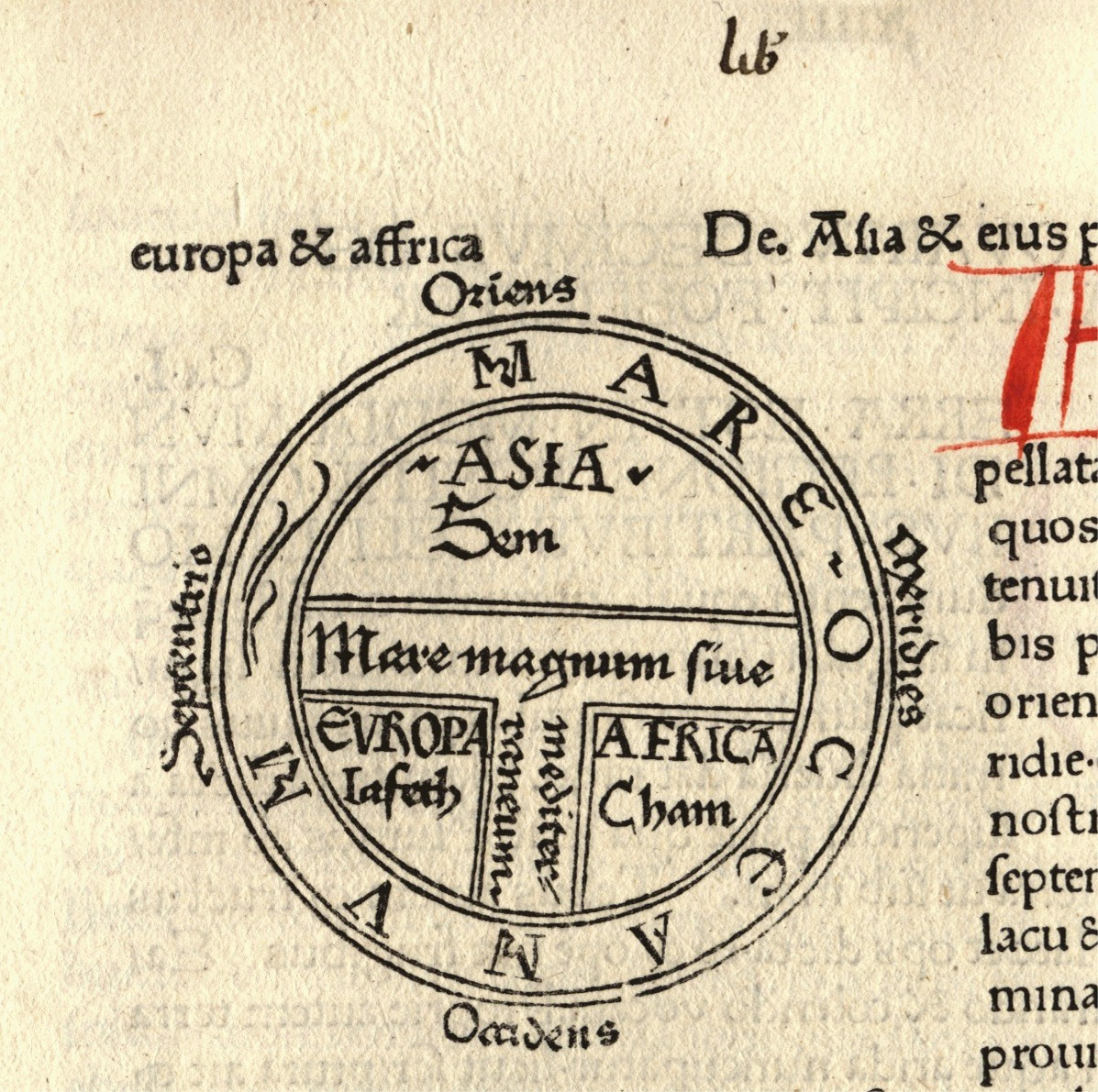
Etymologiæ d'Isidore, Carte du monde connu : le plus ancien exemple imprimé (en 1472) de carte en T. Conformément à l'usage, le sommet ne pointe pas vers le nord mais vers l'orient.

Parmi ses autres travaux, citons, dans le domaine de l'histoire :
- sa Chronique Chronica Majora, une histoire universelle qui reprend la Chronique de saint Jérôme
- son Histoire des Goths Historia de regibus Gothorum, Vandalorum et Suevorum

dans le domaine de la lexicologie :
- « Des Origines » est en fait un autre nom pour les Etymologiæ
- Synonyma

Il est également l'auteur de traités théologiques comme
- De ecclesiasticis officiis,
- De Sanctis Prophetis
- Un document sans titre qui traite de l'ancien testament,
- De differentiis verborum traitant de la trinité, la nature du Christ, du Paradis, des Anges et des hommes,
- De Ortu et Obitu Sanctorum Patrum, La naissance et la mort des saints Pères,
- et d'une règle monastique, la Regula monachorum.

Beaucoup d'autres traités pourraient venir compléter cette liste ; les plus importants sont :
- De natura rerum[12], traité d'astronomie, de météorologie et de géographie, dédié à Sisebut, roi des Wisigoths (612-621)
- le Liber numerorum traitant de la signification symbolique et allégorique des nombres, inspirée principalement des écrits de saint Augustin.
- Sententiae libri tres[13]
- De viris illustribus, des hommes illustres.

Selon Isidore de Seville, l’apôtre Jacques le Majeur parcourut jusqu’aux confins de la Terre. Dans le De Ortu et Obitu Sanctorum Patrum (La naissance et la mort des saints Pères), il écrit : « Jacques, fils de Zébédée et frère de Jean […] prêcha l'Évangile en Hispanie, dans les régions occidentales, et diffusa la lumière de sa prédication aux confins de la Terre. Il succomba sous le coup de l'épée du tétrarque Hérode. Il fut enseveli à Achaia Marmarica… »
Il reprend dans cet ouvrage les affirmations du De Sanctis Prophetis, parvenu à Isidore de Séville vraisemblablement à l'époque de la présence byzantine dans le voisinage des provinces wisigothes voisines de celle où vit Isidore. C'est à cette époque (vers 650) que commence à circuler une traduction latine des catalogues apostoliques grecs qui présentent comme particularité remarquable de faire prêcher à Jacques l’Évangile « en Espagne et dans les régions de l'Occident » (au lieu de Jérusalem). Comme lieu de sépulture, le texte latin nomme uniquement la Marmarique.
L'ouvrage le plus ancien qui contienne ce texte est le Brevarium apostolorum, « l’abrégé » ou « bréviaire des Apôtres. »

#### Comment lire les Écritures
Isidore, évêque de Séville, a produit une œuvre encyclopédique. Il est souvent cité comme le dernier docteur de l'Église latine.
- Le Livre des Sentences 3, 8-10, trad. P. Roguet, Office romain des lectures. Livre des jours, Paris, 1984, p. 1388-1389.

« Lorsque nous prions, c'est nous qui parlons avec Dieu ; et lorsque nous lisons, c'est Dieu qui parle avec nous.
La lecture comporte une double recherche : d'abord comment comprendre les Écritures ? Ensuite, quelle utilité ou quelle dignité fait leur valeur ? En effet, il faut d'abord vouloir comprendre ce qu'on lit ; c'est ensuite qu'on est capable d'exprimer ce qu'on a appris. Le lecteur courageux sera beaucoup plus disposé à accomplir ce qu'il lit qu'à rechercher la science. Il est en effet moins pénible d'ignorer ce que l'on désire savoir que de ne pas accomplir ce qu'on connaît. De même qu'en lisant nous désirons savoir, de même en connaissant devons-nous accomplir ce que nous avons appris de bien.
Personne ne peut connaître le sens de l'Écriture sainte sans en avoir acquis la familiarité par une lecture fréquente, selon ce qui est écrit : Aime la sagesse et elle t'élèvera ; elle te glorifiera si tu l'embrasses (Pr 4, 8). Plus on fréquente assidûment la parole divine, plus on en comprend les richesse, de même que la terre, plus on la cultive, plus elle porte de riches récoltes.
Sans le secours de la grâce, l'enseignement a beau entrer dans les oreilles, il ne descend jamais jusque dans le cœur ; il fait du bruit à l'extérieur mais sans aucun profit à l'intérieur. La parole de Dieu entrée par les oreilles parvient au fond du cœur lorsque la grâce de Dieu touche intérieurement l'esprit pour qu'il comprenne. »

— St Isidore de Séville.

## Canonisation, patronage
Isidore meurt à Séville le 4 avril 636 ; en 653, le VIIIe concile de Tolède, convoqué par Receswinthe, le nomme doctor egregius (docteur éminent).
Au XIe siècle, un accord entre Ferdinand Ier de Castille, le Grand et Al-Mu`tadid, roi de la taifa de Séville, respectueux de la foi chrétienne, amène à transférer les restes d'Isidore à León.
Les évêques léonais et asturiens, Alvito et Ordoño, s'occupent du transfert dans l'église San Juan de León, rebaptisée basilique de San Isidoro de León.
Il est déclaré docteur de l'Église en 1722. Il est fêté le 4 avril selon le Martyrologe romain.
En 2002, à cause des Étymologies, dont la structure rappelle celle des bases de données et préfigure les inventions futures du classement alphabétique, puis de la notion d'index, et dont l'exhaustivité évoque le potentiel d'Internet, Isidore de Séville est proclamé saint patron des informaticiens, des utilisateurs de l'informatique, de l'Internet et des internautes,.

## Bibliographie

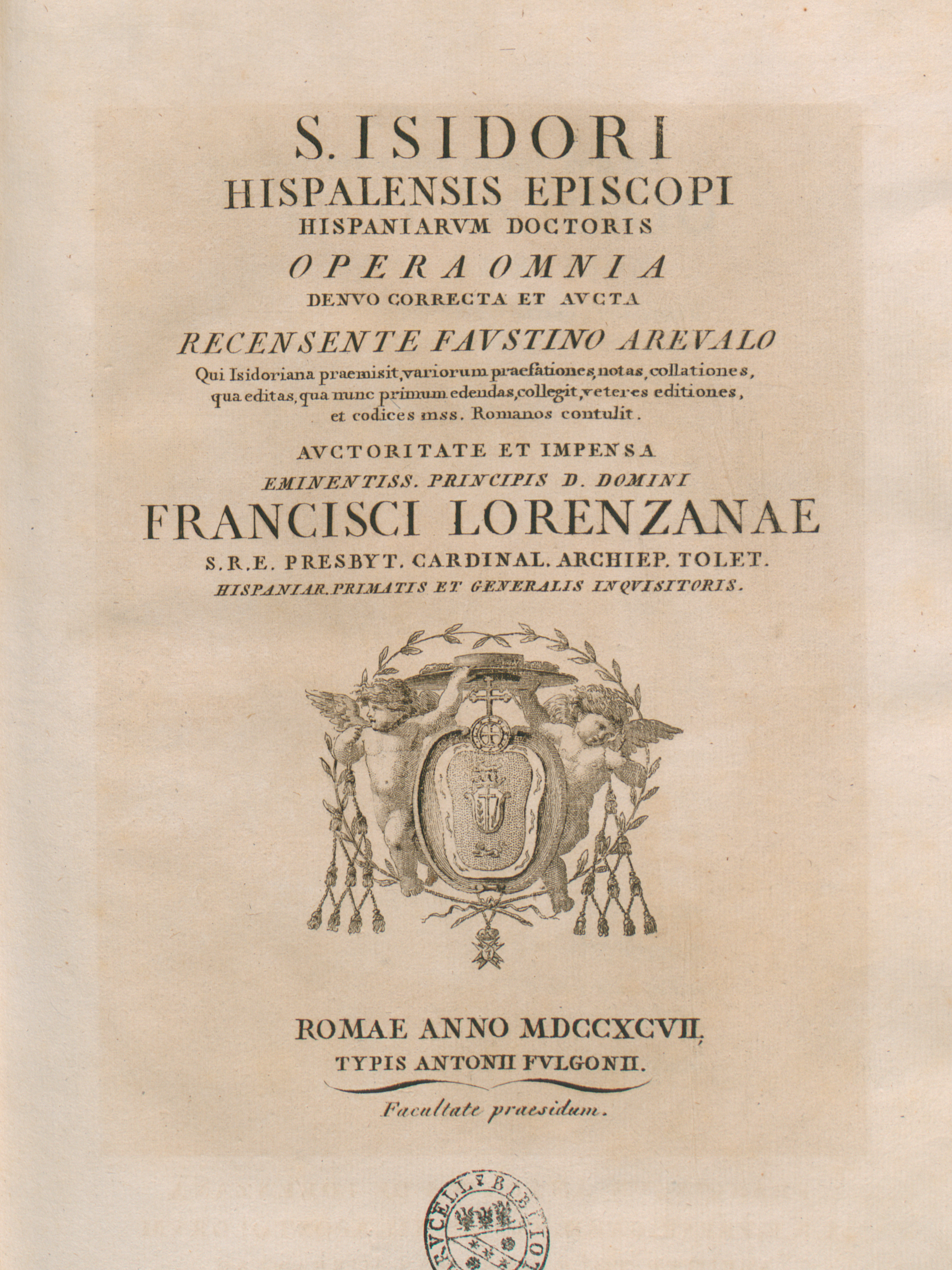
Opera omnia, 1797

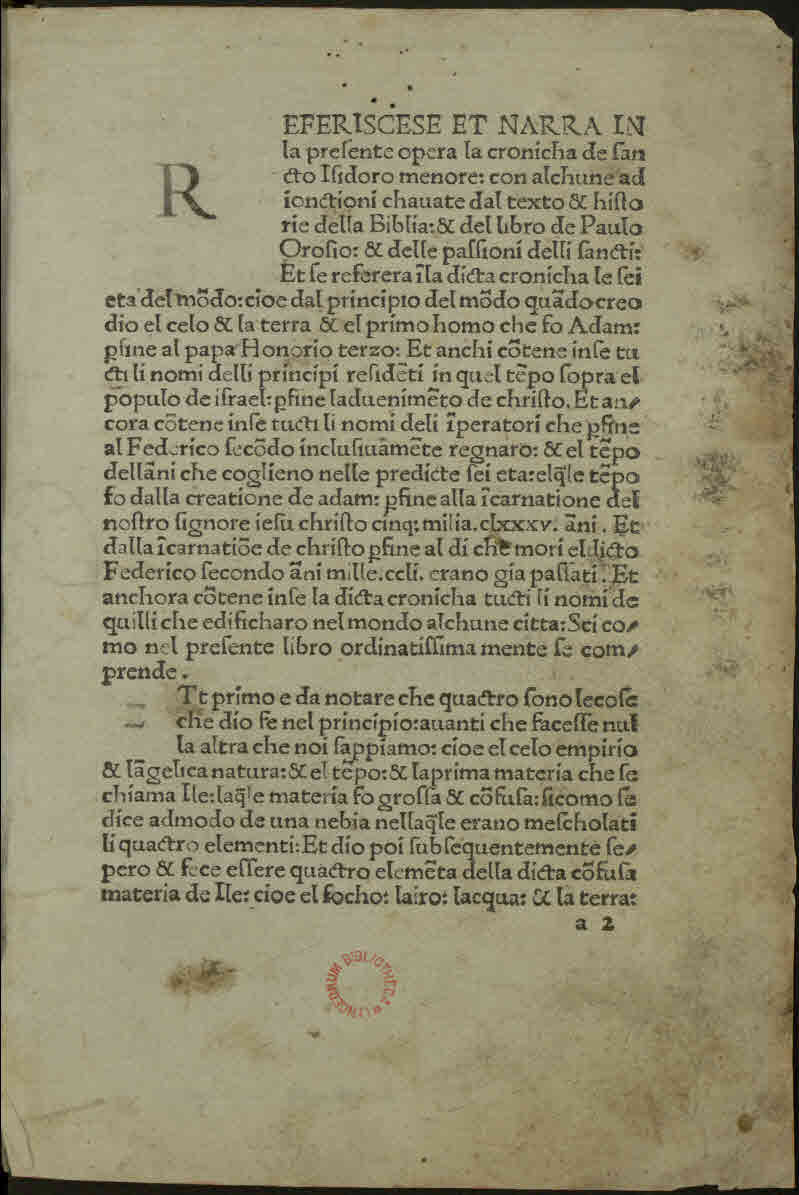
Chronica minora, 1482

### Œuvres
- Opera omnia, édi. F. Arévalo, in Migne Patrologiae cursus completus, t. 83 et 84, Rome, 1797-1803. (Édition de 1580 sur Google Books)[19]
- Histoire de l'Espagne wisigothique (vers 621)
  - t. 1 : Isidore de Séville (trad. du latin par Nathalie Desgrugillers-Billard), Chronique Universelle, Clermont-Ferrand, éd. Paleo, coll. « L'encyclopédie médiévale », février 2009, 148 p. (ISBN 978-2-84909-465-5)
  - t. 2 : Isidore de Séville (trad. du latin par Nathalie Desgrugillers-Billard), Histoire des Goths, des Vandales et des Suèves, Clermont-Ferrand, éd. Paleo, coll. « L'encyclopédie médiévale », février 2009, 144 p. (ISBN 978-2-84909-466-2)
    - Isidore de Séville (trad. du latin par Nathalie Desgrugillers-Billard), Histoire des Goths, des Vandales et des Suèves, Clermont-Ferrand, éd. Paleo, coll. « Histoire-Accès direct », août 2010, 103 p. (ISBN 978-2-84909-570-6)

  - t. 3 : Isidore de Séville (trad. du latin par Nathalie Desgrugillers-Billard), Le livre des hommes illustres, Clermont-Ferrand, éd. Paleo, coll. « L'encyclopédie médiévale », mars 2009, 206 p. (ISBN 978-2-84909-467-9)
- Synonyma, sive De lamentatione animae peccatricis libri II (Les synonymes ou Lamentation de l'âme pécheresse, vers 590-636), Turnhout (Belgique), Brepols, 2009, CLXIX-168 p.
- Etymologiae (Étymologies, vers 590-636), trad., Paris, Les Belles Lettres, livres II : De rhetorica et dialectica (1983, 186 p.), III : De mathematica (2009, 201 p.), V : De legibus - De temporibus (2013, 274 p.), VI : De Sanctis Scripturis (2012, 214 p.), VII : De Deo, angelis et sanctis (2012, 264 p.), IX : De linguis gentium (1984, 254 p.), XI : De Homine et portentis (2010, 184 p.), XII : De animalibus (1986, 312 p.), XIII : De mundo et partibus (2004, 191 p.), XIV : De Terra (2011, 210 p.), XV : De aedificiis et agris (2016, 264 p.), XVI : De lapidibus et metallis (2011, 576 p.), XVII : De rebus rusticis (1981, 260 p.), XVIII : De bello et ludis (2007, 208 p.), XIX : De navibus - De instrumentis fabrorum - Etc. (1996, 314 p.), XX : De penu et instrumentis domesticis et rusticis (2010, 180 p.).

- De ortu et obitu patrum, Paris, Les Belles Lettres, 1985, 234 p.
- De Differentiis I, Paris, Les Belles Lettres, 1992, 540 p.
- De natura rerum (Traité sur la nature des choses, vers 613-621), édi. et trad. J. Fontaine, Traité de la nature, Bordeaux, Feret, 1960
- Allegoriae quaedam Sacrae Scripturae (vers 590-636) (Édition de 1580 sur Google Books)
- De institutione virginum (577-578), édi. et trad. esp. Jaime Velázquez (De la instrucción de las vírgenes), Madrid, Fundación Universitaria Española, 1979, 239 p.

### Études
- F. Brunhöltz, Histoire de la littérature latine du Moyen Âge, Turnhout, Brepols, 1991, t. I, p. 78-93, 257-260.
- J. Elfassi et B. Ribémont (dir.), Cahiers de Recherches Médiévales, t. 16 : La réception d’Isidore de Séville durant le Moyen Âge tardif (XIIe – XVe siècles), 2008.
- Jacques Fontaine, Isidore de Seville. Traité de la Nature, suivi de l'Épître en vers du roi Sisebut à Isidore, Féret et fils, 1960 (présentation en ligne)
  - Isidore de Séville et la culture classique dans l'Espagne wisigothique, 2 vol., Paris, 1959.
  - « Cohérence et originalité de l'étymologie isodorienne », in Mélanges Elorduy, 1978.
  - Isidore de Séville, Brepols, coll. « Témoins de notre histoire », 2001, 486 p. (ISBN 978-2-503-50955-6)
- Pierre Cazier, Isidore de Séville et la naissance de l'Espagne catholique, Éditions Beauchesne, coll. « Théologie historique », 1997, 330 p. (ISBN 978-2-7010-1299-5, lire en ligne)
- Bernard Ribémont, Les origines des encyclopédies médiévales : d'Isidore de Séville aux Carolingiens, Honoré Champion, coll. « Nouvelle bibliothèque du Moyen Âge », 2001, 353 p. (ISBN 978-2-7453-0435-3)
- Isidore de Séville, Jean-Yves Guillaumin et Pierre Monat, Etymologies : Livre 15, Les constructions et les terres, Presses Universitaires de Franche-Comté, coll. « Ista », 2004, 87 p. (ISBN 978-2-84867-065-2, lire en ligne)
- Hubert Zehnacker et Jean-Claude Fredouille, Littérature latine, Paris, PUF, coll. « Quadrige Manuels », 2013, 554 p. (ISBN 978-2-13-060890-5) De Livius Andronicus à Isidore de Séville.